# Ясенець-Ілжецький-Ґурни
Ясенець-Ілжецький-Ґурни (пол. Jasieniec Iłżecki Górny) — село в Польщі, у гміні Ілжа Радомського повіту Мазовецького воєводства.
Населення — 647 осіб (2011).
У 1975-1998 роках село належало до Радомського воєводства.

## Демографія
Демографічна структура станом на 31 березня 2011 року:
|          | Загалом | Допрацездатний вік | Працездатний вік | Постпрацездатний вік |
| -------- | ------- | ------------------ | ---------------- | -------------------- |
| Чоловіки | 328     | 67                 | 227              | 34                   |
| Жінки    | 319     | 47                 | 190              | 82                   |
| Разом    | 647     | 114                | 417              | 116                  |